# Мемориальный университет Ньюфаундленда
Мемориальный университет Ньюфаундленда (MUN) — крупный канадский университет. Расположен в городе Сент-Джонс, провинция Ньюфаундленд и Лабрадор.

## Общие сведения
Основан в сентябре 1925 года, первоначально как колледж. Имеет шесть факультетов (искусства, управления бизнесом, образования, инженерный, медицинский, научный), шесть школ разных направлений и множество разных программ, владеет, например, такими подразделениями, как научная станция для изучения моря и колледж, где изучают теологию. При университете есть ботанический сад. Работают студенческие СМИ.

## Ботанический сад
В коллекцию ботанического сада Мемориального университета Ньюфаундленда входят многолетние и однолетние растения, водные растения, хвойные деревья, ольха. Ботанический сад находится в пригороде Сент-Джонса. Он был основан в 1972 году. Эмблемой парка является растение линнея северная (Linnaea borealis).

## Герб и девиз
На гербе университета изображены море, книги и крест. Девиз — Provehito in Altum.